# Nina Bunjevac
Nina Bunjevac (née en 1973 à Welland) est une auteure de bande dessinée et artiste canadienne. Née en Ontario mais élevée en Yougoslavie, elle retourne au Canada en 1989 suivre des études d'art. Après avoir expérimenté diverses formes artistiques, elle se tourne en 2004 vers la bande dessinée.

## Publications
- (sr) Nagib : zapisi o prepoznavanju (avec Miodrag Đorić), Belgrade : Nezavisna izdanja Slobodan Mašić, coll. « Nova » no 220, 2009.
- (sr) Hladna kao led, Belgrade : Omnibus, 2011.
  - (en) Heartless, Greenwich : Conundrum Press, 2012.
  - (fr) Heartless, Ivry-sur-Seine : Ici même, 2013.
- (en) Participation à Balkan Comics Women on the Fringe, New York : Mark Batty Pub, 2012.
- (en) Fatherland, Londres : Jonathan Cape Graphic Novel, 2014.
  - (fr) Fatherland, Ivry-sur-Seine : Ici même, 2014
  - (de) Vaterland. Avant, Berlin 2015
- (de) Es war im Kalten Krieg. Kanada wollte sich in der Arktis das letzte freie Land einverleiben... Le Monde diplomatique, version allemande, p. 24 (Comic, sur l'arrière-plan des "residental schools")
- Bezimena, Ici Même, 2018 - Sélection officielle du Festival d'Angoulême 2019

## Prix et distinctions
- 2015 : prix Doug-Wright du meilleur livre pour Fatherland[1]
- 2016 : sélection du prix Artémisia[2] pour Fatherland
- 2019 : prix Artémisia du dessin pour Bezimena[3]
- 2020 : 
  - prix Doug-Wright du meilleur livre pour Bezimena[4]
  - prix Joe-Shuster de la meilleure autrice pour Benzimena[5]